# Joachim Trolle
Jacob (Joachim) Trolle, född 21 maj 1475 i Voxtorps församling, Småland, död 26 februari 1546 i Åsums församling, Skåne, var en dansk amiral.

## Biografi
Joachim Trolle föddes 1475 på Ed i Voxtorps församling. Han var son till svenska riksrådet och lagmannen i Östergötland, Arvid Birgersson Trolle, och Beate Ivarsdatter (Tott). Trolle flyttade i slutet av 1400-talet till Danmark och blev 1503 riddare. Han blev 1505 hövitsman på Kalmar slott och 1517 dansk amiral. Trolle förseglade kung Frederik I:s valakt 1523, fick tillbaka sina svenska gods 1527, var 1536 en av den skånska adelns ordförande på "herredagen" i Köpenhamn, hade Gärds härad i Skåne på förläning till sin död. Han avled 1546 på Lillö i Åssums socken.

### Egendom
Trolle ägde Lillö i Åsums socken.

### Familj
Trolle gifte sig 1498 på Eskildstrup med Kirsten Herlufsdatter Skave (död 1534), dotter till Herluf Skave, til Eskilstrup (död efter 1505), och Øllegaard Henningsdatter Walkendorff (död 1505). De fick tillsammans barnen amiralen Arvid Trolle (1503–1549), amiralen Herluf Trolle (1516–1565), väpnaren Niels Trolle (1520-1565) och ytterligare 12 barn.
1. Niels Trolle (1520-1565), farfar till danska riksrådet och ståthållaren i Norge Niels Trolle (1599–1667), vars son ryttmästaren Arvid Nielsson Trolle (1653–98) på Näs (nu Trollenäs) i Skåne introducerades 1689 på svenska Riddarhuset.